# 荒川聡子 (珍スポット愛好家)
荒川 聡子（あらかわ さとこ、1962年 - 2011年4月20日）は、珍スポット・動物園・廃墟・デカ盛り・性神愛好家、フリーライター、ツーリングマガジン『アウトライダー』元東京都武蔵野通信局通信員。

## 略歴
1962年大阪府に生まれる。1985年東京大学薬学部卒業。卒業後は大学の研究室にしばらく勤務していたが、その後は職場を転々と変えながら薬剤師として働く。
後にオートバイツーリングの際に発見した日本各地の面白スポットや動物園、食べ物などについてのレポートを2000年頃から自身の公式サイト『動物園・B級スポット大好き! 〜ARAKAWA'S HOMEPAGE〜』で公開すると共に、ツーリング系オートバイ雑誌にも寄稿するようになった。その取材範囲は珍スポットに限らず、廃墟や廃線及び戦争遺跡、宗教施設、極端な大盛り料理店（通称デカ盛り）、希少な食材店など多岐に亘っていた。その膨大な情報量と巧みな文才で公式サイトは人気を博し、次第と日本の珍スポット文化の第一人者とみなされるようになった。また珍スポットを紹介する雑誌『ワンダーJAPAN』では、2005年の創刊時から「B級ツーリング日記」を連載し、ツッコミを入れながらの軽妙なB級スポット（珍スポット）紹介で人気コーナーになっていた。またMONDO TVで放送されている同雑誌がベースとなった情報番組『日本の<<異空間>>探検番組 ワンダーJAPAN TV』にも出演していた（#9・#10に出演）。
しかし、2011年4月15日に職場で勤務中にくも膜下出血で倒れ、意識が戻らないまま4月20日死去（享年48）。あまりに突然の訃報に、ネット上では驚きと悲しみの声が多数上がり、後に上記の連載を請け負っていたワンダーJAPAN第18号にて詳細が記された。なおワンダーJAPANでは故人を偲び、第17号以降でも製作者一覧に「Special Thanks　荒川聡子（「動物園、B級スポット大好き!」・故人）」の署名が必ず入っている。
同姓同名のフィトテラピストとは別人。

## 人物・エピソード
- 「珍スポット」のことを「B級スポット」と呼んでいた。
- 名刺は作成しておらず、いつも名刺なしで取材を行っていた。
- 取材でデカ盛り料理を食べる際、必ずタッパー持参で飲食店を訪れ、食べきれない分は自宅に持ち帰っていた。
- 廃墟の内部探索レポートについては、不法侵入であることを考慮して、主にmixi上で公開していた。
- 日常会話やレポートにおいて、2ちゃんねる用語を多用していた。
- 取材のための移動手段は主にオートバイ。用途に合わせオンロードタイプ（スズキ・アクロス）・オフロードタイプ（ヤマハ・セロー）・スクータータイプ（ホンダ・ディオ）の3台を使用していた。
- 写真へのこだわりはなく、携帯性を重視してコンパクトデジタルカメラを愛用していた。また歩きながら撮影したり、暗所での撮影でも三脚を使用しないため手ぶれの写真が多かった。さらにデータ量を抑えるため、デジタルカメラの解像度をいつも低く設定していた（200万画素程度）ため、撮影した写真を雑誌に掲載する際は、編集者を困らせたという。

## 著書

### 連載
- 「B級ツーリング日記」『ワンダーJAPAN』vol.1～17（2005年～2010年　三才ブックス）

### 主な執筆・寄稿雑誌
- 『アウトライダー』（バイクブロス）
- 『ジパングツーリング』（ぶんか社）

など

## テレビ出演
- 『日本の<<異空間>>探検番組 ワンダーJAPAN TV』#9（初回放送・2010年9月29日　MONDO TV）
- 『日本の<<異空間>>探検番組 ワンダーJAPAN TV』#10（初回放送・2010年10月13日　MONDO TV）

※「ワンダーJAPAN編集長が聞く 関口道場」のコーナーに出演した。